# Delhi Capitals
A Delhi Capitals (hindi nyelven: दिल्ली कैपिटल्स, régi nevükön: Delhi Daredevils) a legnagyobb indiai Húsz20-as krikettbajnokság, az Indian Premier League egyik résztvevő csapata. Otthona az ország fővárosa, Újdelhi, hazai pályája az Arun Dzsetli Stadion. Címerük egy kék pajzsot ábrázol, amelyen fehérrel olvasható a klub neve, fölötte a fővárosi elnöki rezidencia, a Rástrapati Bhavan épületének stilizált alakja, alatta pedig három vörös tigrisfej látható.

## Története
Az egyetlen fővárosi csapat Delhi Daredevils néven lett a 2008-ban induló IPL bajnokság egyik alapító csapata: ekkor a GMR Sports vásárolta meg a klubot 3,36 milliárd rúpiáért. Induláskor olyan erős játékosokat szereztek meg, mint például Vírendra Szahvág, Sikhar Dhavan, Gautam Gambhír, Tilakaratna Dilsán vagy éppen A. B. de Villiers. Az első két évben jól is kezdtek, mindkétszer az elődöntőig jutottak, de a következő években a leggyengébb IPL-csapattá váltak: 2011-ben, 2013-ban, 2014-ben és 2018-ban is az utolsó helyen végeztek.
2018 decemberében jelentették be, hogy a klub új nevet kap: ekkortól viseli a Delhi Capitals nevet. A névváltással és az ekkor kezdődött fiatalítással egybeesett egy eredményeket tekintve is jobb időszak kezdete: a következő években egymás után jutottak be az elődöntőbe, sőt, 2020-ban döntőt is játszottak, igaz, ott kikaptak a Mumbai Indianstól.

## Eredményei az IPL-ben
| Év   | Alapszakasz-helyezés | Eredmény a rájátszásban |
| ---- | -------------------- | ----------------------- |
| 2008 | 4. hely              | Elődöntős               |
| 2009 | 1. hely              | Elődöntős               |
| 2010 | 5. hely              |                         |
| 2011 | 10. hely             |                         |
| 2012 | 1. hely              | 3. hely                 |
| 2013 | 9. hely              |                         |
| 2014 | 8. hely              |                         |
| 2015 | 7. hely              |                         |
| 2016 | 6. hely              |                         |
| 2017 | 6. hely              |                         |
| 2018 | 8. hely              |                         |
| 2019 | 3. hely              | 3. hely                 |
| 2020 | 2. hely              | 2. hely                 |
| 2021 | 1. hely              | 3. hely                 |
| 2022 | 5. hely              |                         |
| 2023 | 9. hely              |                         |
| 2024 | 6. hely              |                         |
| 2025 | 5. hely              |                         |